# Jeanne d'Arc (film fra 1999)
 For alternative betydninger, se Jeanne d'Arc (flertydig). (Se også artikler, som begynder med Jeanne d'Arc)
Jeanne d'Arc er en fransk historisk dramafilm fra 1999, instrueret af Luc Besson.

## Handling
I 1429, midt under hundredårskrigen, er Frankrig fuldstændigt kørt ned, da bondepigen Jeanne (Milla Jovovich) hævder, at være kaldet af Gud til at frelse Frankrig. Snart viser det sig, at hun virkelig må have Gud på sin side, da det lykkes
hende at befri Orléans og Reims. Den nykronede konge Karl VII (John Malkovich) har imidlertid måske slet ikke brug for en succesrig helgeninde.

## Medvirkende
- Milla Jovovich – (Jeanne d'Arc)
- Dustin Hoffman – (Jeannes samvittighed)
- John Malkovich – (Charles VII)
- Faye Dunaway – (Yolande D'Aragon)